# نوردفورد
نوردفورد (به لاتین: Nordfjord) یک منطقهٔ مسکونی در نروژ است که در سون او فیوردانه واقع شده‌است. نوردفورد ۳٬۴۷۲ کیلومتر مربع مساحت و ۲۸٬۸۱۶ نفر جمعیت دارد.